# Hans-Jürgen Syberberg

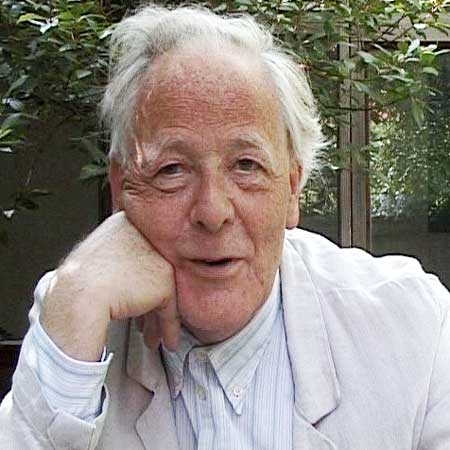
Hans-Jürgen Syberberg, 2007

Hans-Jürgen Syberberg (* 8. Dezember 1935 in Nossendorf, Provinz Pommern) ist ein deutscher Regisseur. Er wird zu den Vertretern des Neuen Deutschen Films gezählt.

## Leben und Werk
Geboren als Sohn eines Gutsbesitzers, sah er 1945 als neunjähriger Junge, versteckt im Feld die Stadt Demmin niederbrennen. Nach der Enteignung des Gutes 1947 lebte er fünf Jahre lang in Rostock, wo sein Vater einen Fotoladen übernahm. So kam Syberberg in die Nähe zur Fotografie und von dort dann zum Film. 1952/53 entstanden erste 8-mm-Filme von der Theaterprobebühne des Brechtschen Berliner Ensembles. 1953 flüchtete er in die Bundesrepublik, wo er 1956 bis 1957 Literaturwissenschaft und Kunstgeschichte studierte. Er promovierte in München über „Das Absurde bei Dürrenmatt“. 1963 drehte Syberberg Kulturberichte für die Münchener Abendschau des Bayerischen Rundfunks, unter anderem über Fritz Kortner und Romy Schneider.
Es folgten erste Spielfilme wie der 1968 gedrehte Film Scarabea – Wieviel Erde braucht der Mensch? nach der Tolstoi-Novelle Wieviel Erde braucht der Mensch?. Filme wie Ludwig – Requiem für einen jungfräulichen König (1972), Karl May (1974) und Hitler, ein Film aus Deutschland (1977) waren eine Auseinandersetzung mit der deutschen Tradition. Sein Film San Domingo erhielt 1971 den deutschen Filmpreis für Beste Kamera (Christian Blackwood) und Beste Filmmusik (Amon Düül) in Gold. Seit 1982 arbeitete Syberberg eng mit der Schauspielerin Edith Clever zusammen. Daraus entstanden zahlreiche Theater- und Filmprojekte, beispielsweise Parsifal (1982) und Penthesilea (1988).
Syberberg lebt in München und Nossendorf bei Demmin, wo er im Jahre 2000 das völlig heruntergekommene Anwesen der Familie zurückkaufte und sein Geburtshaus vor dem Abriss rettete. Er rekonstruierte die alte Aufteilung des Gutshauses, befreite den Garten von Schutt und Trümmern, pflanzte Bäume und legte die alten Wege wieder an. Für die Renovierung seines Elternhauses aus eigener Kraft erhielt er im Jahr 2010 den Friedrich-Lisch-Denkmalpreis des Landes Mecklenburg-Vorpommern, der mit 4.500 € dotiert ist.
Für Syberberg stellt das Kino eine vitale Passion dar, ein „Gesamtkunstwerk“. Sein kinematographisches Werk ist durch eine Fusion zweier ursprünglich entgegengesetzter Pole der deutschen Kulturgeschichte geprägt – vom Rationalismus des 18. Jahrhunderts und dem Romantizismus des 19.
Sein fünfstündiger und nur aus einem einzigen Interview bestehender Film Winifred Wagner und die Geschichte des Hauses Wahnfried 1914–1975 (1975) deckte die Freundschaft des Bayreuther Clans mit Adolf Hitler auf und wurde deshalb von den Wagners erbittert bekämpft. Aufgrund dieses und seines umstrittenen Werkes Hitler, ein Film aus Deutschland, eines Interviews mit André Müller (1988) sowie seines Buches Vom Unglück und Glück der Kunst in Deutschland nach dem letzten Kriege (1990) wurde ihm eine Verharmlosung des Nationalsozialismus vorgeworfen. Syberberg ist diesbezüglich der Überzeugung, dass Trauerarbeit nur geschehen kann, wenn man sich der Faszinationskraft des Dritten Reiches stellt und den „Hitler in uns“ erkundet.
Ab 1980 war Syberberg mit der Kolumne Syberbergs Notizen der erste Kolumnist der neugegründeten Zeitung taz.
1968 und 1982 wurde Syberberg mit dem Deutschen Kritikerpreis ausgezeichnet. 2011 wurde er vom französischen Kulturministerium zum „Commandeur“ des Ordens Ordre des Arts et des Lettres ernannt.
Für Th. Hierneis oder: wie man ehem. Hofkoch wird bekam Syberberg 1973 zusammen mit dem Hauptdarsteller Walter Sedlmayr den Adolf-Grimme-Preis für das interessanteste Experiment und den Deutschen Filmpreis in Gold in der Kategorie Bester programmfüllender Film ohne Spielhandlung.
Syberberg arbeitet an Projekten über seine Heimatorte Nossendorf und Demmin. So ließ er 2017 das in den letzten Kriegstagen 1945 ausgebrannte und restlos vernichtete Gebäude des Café Zilms am Marktplatz in Demmin für zwei Wochen in Originalgröße als auf Stoff bedruckte Fassade wieder aufleben. Eine vorläufige, dreieinhalbstündige Fassung seines Films Demminer Gesänge wurde 2023 von der Sektion Forum der Berlinale abgelehnt.

## Filmografie
- 1965: Fünfter Akt, siebente Szene. Fritz Kortner probt Kabale und Liebe – Regie, BR, 110 Minuten
- 1965: Romy – Portrait eines Gesichts, auch als: Romy, Anatomie eines Gesichts – Regie, BR, Dokumentation, 90 Minuten
- 1966: Fritz Kortner spricht Monologe für eine Schallplatte – Regie
- 1967: Die Grafen Pocci – einige Kapitel zur Geschichte einer Familie – Regie, BR, Dokumentation, 90 Minuten
- 1969: Scarabea – Wieviel Erde braucht der Mensch? – Regie, (Kinoproduktion), 130 Min.
- 1969: Sex-Business – Made in Pasing – Regie, Dokumentation, 100 Minuten
- 1970: San Domingo – Regie, 138 Minuten
- 1970: Nach meinem letzten Umzug. Erste Veröffentlichung des 1953 im Berliner Ensemble auf 8 mm aufgenommenen Materials mit Inszenierungen Bertolt Brechts (siehe auch 1993)
- 1972: Ludwig – Requiem für einen jungfräulichen König (2 Teile) – Regie, ZDF, 134 Min.
- 1972: Th. Hierneis oder: wie man ehem. Hofkoch wird – Regie, BR-Koproduktion (Co-Autor: Hauptdarsteller Walter Sedlmayr), 90 Minuten
- 1974: Karl May – Regie, ZDF-Koproduktion: 187 Minuten
- 1975: Winifred Wagner und die Geschichte des Hauses Wahnfried 1914–1975 – Regie, BR/ORF, 302 Minuten
- 1977: Hitler, ein Film aus Deutschland (4 Teile zu je 90–120 Minuten, mit Heinz Schubert als Hitler und Himmler), Regie, WDR/BBC Koproduktion
  - 1977: 1. Teil: „Der Gral“, 91 Min.
  - 1977: 2. Teil: „Ein deutscher Traum“, 121 Min.
  - 1980: 3. Teil: „Das Ende eines Wintermärchens“, 93 Min., WDR/BBC Koproduktion
  - 1980: 4. Teil: „Wir Kinder der Hölle“, 100 Min., WDR/BBC Koproduktion
- 1982: Parsifal – Regie, BR-Koproduktion, 255 Minuten
- 1985: Die Nacht – Regie, ZDF/ORF, 360 Minuten
- 1985 Edith Clever liest Joyce – Der Monolog der Molly Bloom – Regie, ORF, 180 Minuten
- 1987: Fräulein Else – Regie, ORF, 116 Minuten
- 1987–1988: Penthesilea – Regie, ORF-Koproduktion, 240 Minuten
- 1989: Die Marquise von O. – Regie, WDR/ORF, 224 Minuten
- 1993: Syberberg filmt bei Brecht. Herr Puntila und sein Knecht Matti – Urfaust – Die Mutter. Neubearbeitung des 1953 aufgenommenen 8-mm-Materials (siehe oben, 1970)
- 1994: Ein Traum, was sonst? – Regie, ORF-Koproduktion, 130 Minuten

## Schriften
- Interpretationen zum Drama Friedrich Dürrenmatts: Zwei Modellinterpretationen zur Wesensdeutung des modernen Dramas. Uni-Druck, München 1965.
- Fotografie der 30er Jahre: Eine Anthologie. Schirmer-Mosel Verlag, München 1977, ISBN 978-3-921375-14-3.
- Filmbuch – Filmästhetik – 10 Jahre Filmalltag. Meine Trauerarbeit für Bayreuth – Wörterbuch des deutschen Filmkritikers. Fischer Taschenbuch, 1979, ISBN 3-596-23650-9.
- Die freudlose Gesellschaft. Notizen aus dem letzten Jahr. Hanser Verlag, München 1981, ISBN 3-446-13351-8.
- Parsifal. Ein Filmessay. Heyne Verlag, München 1982, ISBN 3-453-01626-2.
- Der Wald steht schwarz und schweiget. Neue Notizen aus Deutschland. Diogenes Verlag AG, Zürich 1984, ISBN 3-257-01662-X.
- Kleist, Penthesilea. Hentrich, Berlin 1988, ISBN 3-926175-49-4.
- Vom Unglück und Glück der Kunst in Deutschland nach dem letzten Kriege. Matthes & Seitz, München 1990, ISBN 3-88221-761-8.
- Der verlorene Auftrag – ein Essay. Karolinger, Wien 1994, ISBN 978-3-85418-068-5.
- Das Rechte – tun. Kronenbitter, München 1995, ISBN 3-930580-02-0.
- Film nach dem Film. Verlag für moderne Kunst, Nürnberg 2008, ISBN 3-940748-12-9.
- Romy in Kitzbühel 1966. Schirmer/Mosel, München 2018, ISBN 978-3-8296-0855-8.